# Stade Municipal de la Ville de Differdange
Het Stade Municipal de la Ville de Differdange is een multifunctioneel stadion in Differdange, een stad in Luxemburg. 
Het stadion wordt vooral gebruikt voor voetbalwedstrijden, de voetbalclub FC Differdange 03 maakt gebruik van dit stadion. (Die club maakt ook gebruik van Stade du Thillenberg. In het stadion is plaats voor 3.500 toeschouwers. Het stadion werd geopend in 2012.